# Góbio-néon
Góbio-néon ou néon (nome científico: Elacatinus figaro) é uma espécie colorida de góbio marinho da família dos gobiídeos (Gobiidae), do Atlântico sudoeste, sendo endêmica das águas costeiras do Brasil. É classificado como vulnerável ou em risco de extinção em várias das listas de conservação dos órgãos de monitoramento.

## Descrição
Góbio-néon é de cor escura com listras ventrais e dorsais amarelas e nadadeiras peitorais azuis opacas. Tem boca terminal e as barbatanas pélvicas são fundidas para formar uma ventosa. Têm normalmente de 2,5 a 3,4 centímetros de comprimento.

## Ecologia
O góbio-néon é endêmico das águas do Brasil, onde ocorre de Santa Catarina, no sul, até a Pedra do Sal, no Piauí, no norte. É encontrado sobre substratos compostos de corais e rochas, tanto na costa do Brasil continental quanto em ilhas costeiras em profundidades de 3 a 20 metros. Ocorre solitariamente ou em pequenos grupos de até seis peixes sobre corais, entre algas e esponjas incrustantes, ou nas proximidades de ouriços-do-mar, recuando para buscar proteção entre os espinhos caso seja ameaçado. Alimenta-se principalmente limpando outros peixes, por exemplo, Ophioblennius atlanticus, castanheta-das-rochas (Abudefduf saxatilis), Mycteroperca rubra e Mycteroperca acutirostris.

## Conservação
A Portaria MMA N.º 444 de 17 de dezembro de 2014 e o Livro Vermelho da Fauna Brasileira Ameaçada de Extinção de 2018 do Instituto Chico Mendes de Conservação da Biodiversidade (ICMBio) listam o Elacatinus figaro como uma espécie vulnerável, e o último recomenda que se enquadre na categoria vulnerável da Lista Vermelha de Espécies Ameaçadas da União Internacional para a Conservação da Natureza (UICN / IUCN). A exportação de góbio-néon do Brasil é ilegal, o que significa que os espécimes criados em cativeiro são os únicos que podem ser vendidos legalmente no comércio de aquários. Em 2005, o góbio-néon foi citado como vulnerável na Lista de Espécies da Fauna Ameaçadas do Espírito Santo; em 2010, como regionalmente extinto na Lista das Espécies da Fauna Ameaçada de Extinção em Santa Catarina; em 2014, como ameaçado de sobre-exploração no Livro Vermelho da Fauna Ameaçada de Extinção no Estado de São Paulo; e em 2017, como vulnerável na Lista Oficial das Espécies da Fauna Ameaçadas de Extinção do Estado da Bahia.

## Etimologia
O nome genérico Elacatinus vem do grego elakatines que significa peixes fusiformes preservados em sal, enquanto o nome específico figaro faz referência ao personagem principal de Pierre Beaumarchais na peça O Barbeiro de Sevilha (1816). O espécime-tipo foi tirado na Pedra do Navio, ilha Anchieta, Ubatuba, São Paulo por I. Sazima, R. Moura e C. Sazima, e a descrição foi publicada em abril de 1997 no Aqua: Journal of Ichthyology and Aquatic Biology Volume 5, Edição 3, pp 33–38.